# Victory (condado de Saratoga, Nueva York)
Victory es una villa ubicada en el condado de Saratoga en el estado estadounidense de Nueva York. En el año 2000 tenía una población de 544 habitantes y una densidad poblacional de 398 personas por km². El alcalde es James M. Sullivan (Partido Verde).

## Geografía
Victory se encuentra ubicada en las coordenadas 43°5′19″N 73°35′37″O / 43.08861, -73.59361.

## Demografía
Según la Oficina del Censo en 2000 los ingresos medios por hogar en la localidad eran de $41,250, y los ingresos medios por familia eran $37,292. Los hombres tenían unos ingresos medios de $29,219 frente a los $22,656 para las mujeres. La renta per cápita para la localidad era de $17,484. Alrededor del 10.7% de la población estaban por debajo del umbral de pobreza.